# Campionats del món de ciclisme en ruta de 1992
Els Campionats del món de ciclisme en ruta de 1992 es disputaren el 5 i 6 de setembre de 1992 a Benidorm, País Valencià. Per culpa de la disputa dels Jocs Olímpics de Barcelona sols es disputen dues proves: la cursa en línia masculina i la contrarellotge per equips femenina.

## Resultats
| Proves :                           | Or                                                                                 | Or         | Argent                                                                           | Argent | Bronze                                                                                    | Bronze |
| Masculines                         |                                                                                    |            |                                                                                  |        |                                                                                           |        |
| Cursa en línia masculina detalls   | Gianni Bugno · Itàlia                                                              | 6h 34' 28" | Laurent Jalabert · França                                                        | m. t.  | Dmitri Kónixev · Rússia                                                                   | m. t.  |
| Femenines                          |                                                                                    |            |                                                                                  |        |                                                                                           |        |
| Contrarellotge per equips femenins | Estats Units · Bunki Bankaitis-Davis · Jan Bolland · Jeanne Golay · Eve Stephenson | 1h 03' 30" | França · Jeannie Longo-Ciprelli · Catherine Marsal · Corinne Legal · Cécile Odin | + 13"  | Rússia · Nadezhda Kibardina · Natalja Grinina · Goulnara Fatkullina · Alexandra Koliaseva | + 46"  |

## Medaller
| Posició | País         | Or | Plata | Bronze | Total |
| 1       | Itàlia       | 1  | 0     | 0      | 1     |
| 1       | Estats Units | 1  | 0     | 0      | 1     |
| 2       | França       | 0  | 2     | 0      | 2     |
| 3       | Rússia       | 0  | 0     | 2      | 2     |
| TOTAL   | TOTAL        | 2  | 2     | 2      | 6     |